# سان روكي دي رايومييرا
بلدية سان روكي دي رايومييرا (بالإسبانية: San Roque de Riomiera)‏، هي إحدى بلديات منطقة كانتابريا, المصنفة على أنها مقاطعة أيضاً، في شمال إسبانيا.
يبلغ عدد سكانها 482 نسمة وفقاً لإحصائية سنة (2002).